# Zbigniew Mrukowicz
Zbigniew Leopold Mrukowicz (ur. 7 lipca 1936) – polski działacz partyjny i państwowy, w latach 1975–1981 wicewojewoda częstochowski.

## Życiorys
Syn Andrzeja. Ukończył studia magisterskie. Działał w Polskiej Zjednoczonej Partii Robotniczej, od czerwca 1975 do lutego 1981 pełnił funkcję wicewojewody częstochowskiego. Po wprowadzeniu stanu wojennego od 13 grudnia 1981 do 27 maja 1982 jako jeden z 39 wysokich funkcjonariuszy państwowych został poddany internowaniu. Przebywał w ośrodku odosobnienia w Głębokiem. W latach 1984–1990 przewodniczył radzie IV Liceum Ogólnokształcącego im. Henryka Sienkiewicza w Częstochowie.